# Dircenna columbiana
Dircenna columbiana är en fjärilsart som beskrevs av Krüger 1925. Dircenna columbiana ingår i släktet Dircenna och familjen praktfjärilar. Inga underarter finns listade i Catalogue of Life.